# Graciela Galán
Graciela Galán (Punta Alta, Provincia de Buenos Aires, 19 de noviembre de 1948) es una escenógrafa y vestuarista argentina de larga trayectoria.

## Trayectoria
Estudió escenografía en La Plata, en 1972 y ganó la beca del gobierno francés para estudiar en el Instituto de Estudios Teatrales de la Universidad de París entre 1972 y 1974. A su regreso a Buenos Aires ocupó diversos cargos académicos siendo fue profesora en el Instituto Superior de Arte del Teatro Colón (1974-1977), en la Escuela Superior de Arte Dramático Nacional (1974-1978) y en la Escuela Superior de Bellas Artes (1985).
Se destacó en un principio por sus vestuarios para posteriormente pasar a la realización de escenografías en obras de teatro experimental y de repertorio de autores como Pirandello, Chejov, Shakespeare, Ibsen, Edward Albee y otros.
Fue pareja del escenógrafo Saulo Benavente con quien tuvo su hija María Saula Benavente.

## Opera
- Puccini - Manon Lescaut, Teatro Colon, 1984
- Kurt Weill - Ascenso y caída de la ciudad de Mahagonny, 1987
- Ginastera - Beatrix Cenxi, Teatro Colón (Buenos Aires), 1992
- Donizetti - Don Pasquale, Teatro Colón (Buenos Aires), 1997
- Debussy - Pelleas et Melisande, Teatro Colón (Buenos Aires), 1999
- Stravinsky- The Rake's Progress, Teatro Colón (Buenos Aires), 2001

## Cine
- De eso no se habla de María Luisa Bemberg
- Yo la peor de todas de María Luisa Bemberg

## Premios
- 1992 - Premio Konex - Diploma al Mérito
- 1994 - Premio María Guerrero por Vestuario (1994), “Rayuela” de Julio Cortázar
- 1994 - Premio Mejor espectáculo, Festival de Aviñón
- 1996 - Premio Trinidad Guevara por Esperando a Godot de Samuel Beckett
- 1997 - Premio Trinidad Guevara por “El Amateur”
- 2001 - Premio Konex de Platino[2]